# 切爾沃尼哈特基
50°13′20″N 28°0′52″E / 50.22222°N 28.01444°E
切爾沃尼哈特基（烏克蘭語：Червоні Хатки），是烏克蘭北部的村莊，隸屬日托米爾州的日托米爾區。該村始建於1826年，面積10.67平方公里，海拔高度241米，2001年人口361。